# 伊瑟尔特
伊瑟尔特是德国莱茵兰-普法尔茨州的一个市镇。总面积1.84平方公里，总人口181人，其中男性109人，女性72人（2011年12月31日），人口密度98人/平方公里。